# هولند (حوزه سرشماری)، نیویورک
هولند (به انگلیسی: Holland) یک منطقهٔ مسکونی در ایالات متحده آمریکا است که در شهرستان ایری، نیویورک واقع شده‌است. هولند ۹٫۲ کیلومتر مربع مساحت و ۱٬۲۰۶ نفر جمعیت دارد و ۳۳۷ متر بالاتر از سطح دریا واقع شده‌است.